# Görögország az 1968. évi téli olimpiai játékokon
Görögország a franciaországi Grenoble-ban megrendezett 1968. évi téli olimpiai játékok egyik részt vevő nemzete volt. Az országot az olimpián 2 sportágban 3 sportoló képviselte, akik érmet nem szereztek.

## Alpesisí
Férfi
| Versenyző               | Versenyszám      | Selejtező | Selejtező | Selejtező | Selejtező | Döntő         | Döntő         | Döntő    | Döntő    | Döntő      | Döntő      |
| Versenyző               | Versenyszám      | 1. futam  | 1. futam  | 2. futam  | 2. futam  | 1. futam      | 1. futam      | 2. futam | 2. futam | Összesítés | Összesítés |
| Versenyző               | Versenyszám      | Idő       | Hely.     | Idő       | Hely.     | Idő           | Hely.         | Idő      | Hely.    | Idő        | Helyezés   |
| ----------------------- | ---------------- | --------- | --------- | --------- | --------- | ------------- | ------------- | -------- | -------- | ---------- | ---------- |
| Dimítriosz Páposz       | Lesiklás         |           |           |           |           |               |               |          |          | 2:44,10    | 72.        |
| Dimítriosz Páposz       | Műlesiklás       | 1:10,88   | 5.        | 1:26,48   | 3.        | kiesett       | kiesett       | kiesett  | kiesett  | kiesett    | kiesett    |
| Dimítriosz Páposz       | Óriás-műlesiklás |           |           |           |           | 2:16,22       | 84.           | 2:15,86  | 79.      | 4:32,08    | 79.        |
| Athanásziosz Cimikálisz | Lesiklás         |           |           |           |           |               |               |          |          | 2:36,93    | 70.        |
| Athanásziosz Cimikálisz | Műlesiklás       | 1:02,82   | 2.        |           |           | nem ért célba | nem ért célba | kiesett  | kiesett  | kiesett    | kiesett    |
| Athanásziosz Cimikálisz | Óriás-műlesiklás |           |           |           |           | 2:14,10       | 81.           | 2:10,98  | 77.      | 4:25,08    | 78.        |

## Sífutás
Férfi
| Versenyző             | Versenyszám | Eredmény      | Helyezés      |
| --------------------- | ----------- | ------------- | ------------- |
| Dimítriosz Andreádisz | 15 km       | 1:00:52,1     | 68.           |
| Dimítriosz Andreádisz | 30 km       | nem ért célba | nem ért célba |